# Tsakonie
La Tsakonie (grec moderne : Τσακωνιά ; tsakonien : Τσακωνία) est une région de Grèce, centrée autour de villages sur la côte est de la Laconie : Leonídio, Ágios Andréas et Prastós, leur capitale, brûlée par Ibrahim Pacha en 1826 au cours de la Guerre d'indépendance grecque et quasiment abandonnée. On y parlait jadis le tsakonien, langue redécouverte par Jean-Baptiste-Gaspard d'Ansse de Villoison.
Sous l'Empire ottoman, les habitants jouissaient d'une certaine aisance et avaient une haute réputation de droiture. D'après François Pouqueville dans son Voyage dans la Grèce  : « Les Tchacons, ou Lacons, du canton de Saint-Pierre, Grecs d'origine comme les Maniotes, jouissent à Constantinople de l’appalto, ou affermage du beurre, qu'ils tirent en grande partie de la Crimée. Ils ont leurs statuts et leur police particulière, et on en trouvera six mille cent cinquante-cinq, qui représentent trente mille sept cent soixante-quinze individus ».

## Étymologie
Le nom commun tzakone, mais sans rapport alors avec la région ou ses habitants, apparaît pour la première fois au Xe siècle chez Constantin VII Porphyrogénète pour désigner des soldats trop pauvres pour assurer les frais de leur service.